# Serra de Boada
La Serra de Boada és una serra situada al municipi d'Alòs de Balaguer (Noguera), amb una elevació màxima de 767,9 metres.